# Ізабела Грабовська

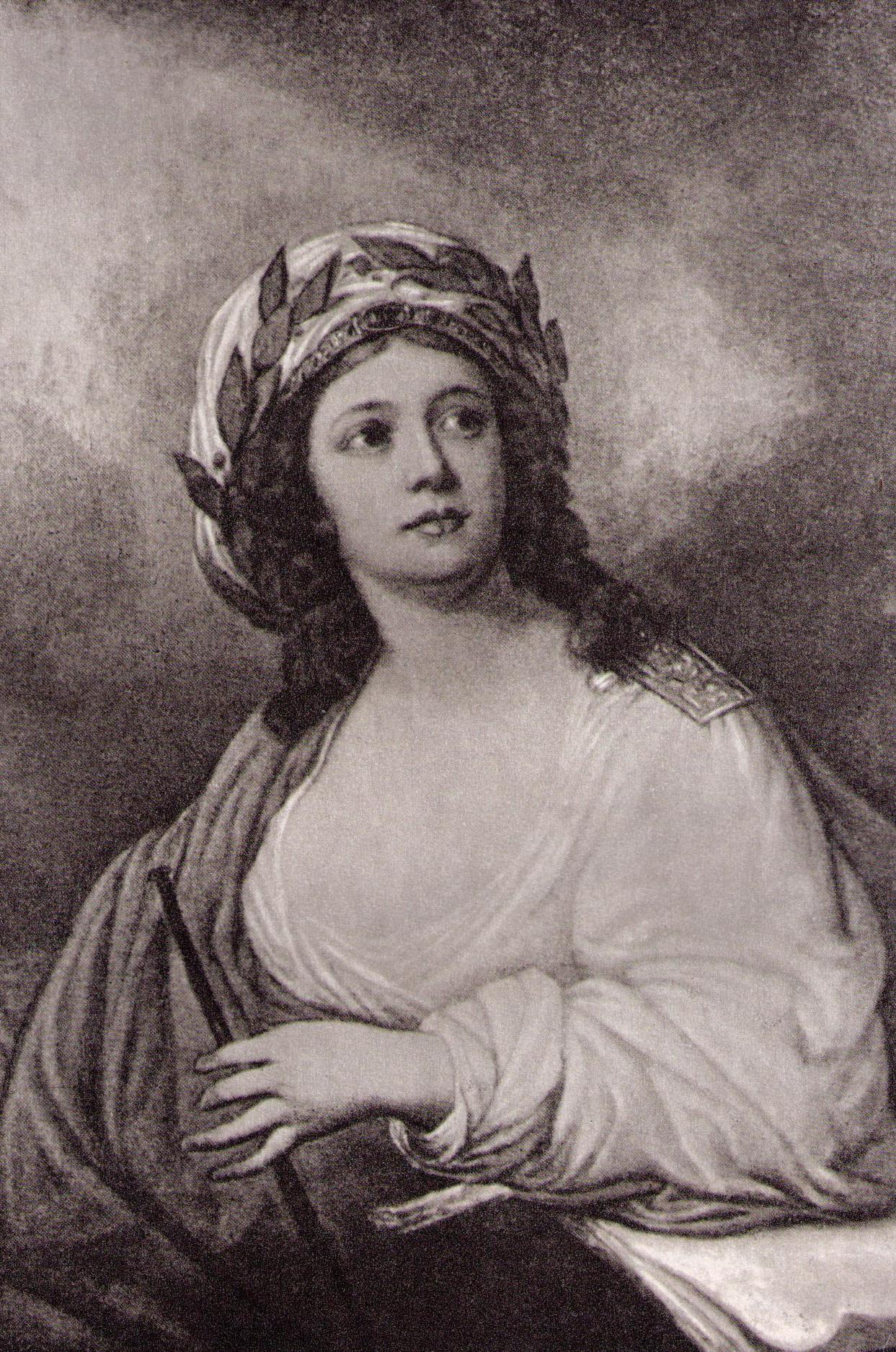
Ізабела Соболевська в образі Сивіли, автор картини — Йосиф Марія Грассі.

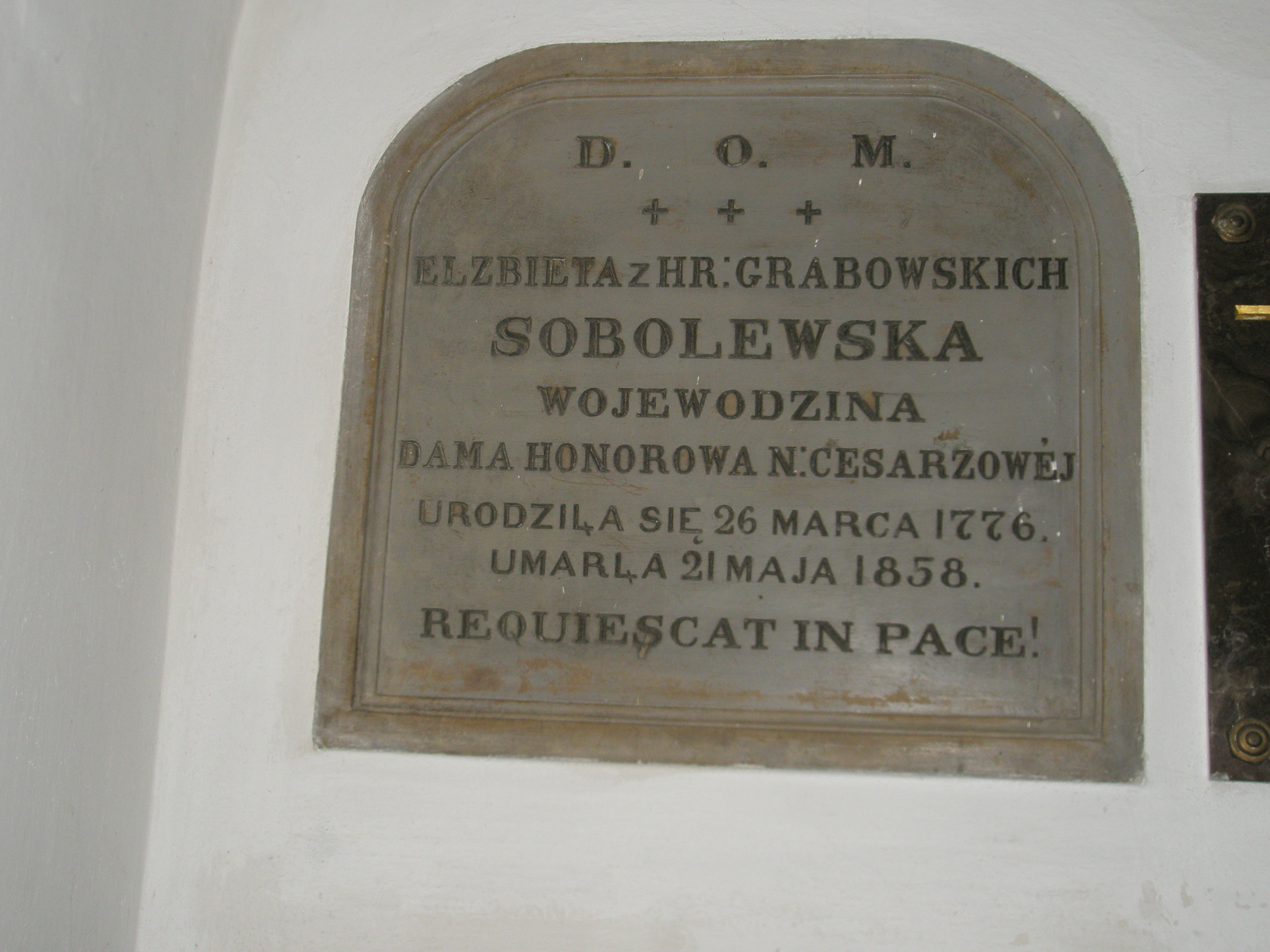
Надгробна таблиця Ізабели Соболевської в базиліці Костелу Святого Хреста у Варшаві.

Ізабела Ельжбета Грабовська, у шлюбі Соболевська (26 березня 1776 — 21 травня 1858, Варшава) — польська аристократка, можливо позашлюбна донька останнього польського короля Станіслава Августа Понятовського та його коханки, а потім морганатичної дружини Ельжбети Грабовської.

## Життєпис
Згідно з написом на могильній плиті в Костелі Святого Хреста у Варшаві, Ізабела Ельжбета Грабовська народилася 26 березня 1776 року. Офіційно вона вважалася дочкою генерал-лейтенанта коронних військ Яна Єжи Грабовського (нар. 1789). Передбачається, що насправді вона була позашлюбною дочкою його дружини Ельжбети Грабовської (до шлюбу Шидловської) (1748/1749 — 1810) і польського короля Станіслава Августа Понятовського.
Ім'я Ізабела вона, ймовірно, отримала на честь сестри свого біологічного батька, Ізабелли Понятовської (1730—1808), вдови каштеляна краківського і гетьмана великого коронного Яна Клеменса Браницького. У Ізабели було четверо братів і сестер: Александра (1771—1789), дружина Франтішека Салезія Красицького, Міхал (1773—1812), Казимир (1774—1833) і Станіслав (1780—1845).
Ізабела та її сестра і брати виховувалися в католицькій вірі. Її навчанням займався вчитель французького походження. До кола її друзів серед інших входила Крістіна Магдалена Радзивілл, донька засновниці парку Аркадія Олени Радзивілл.

## Шлюб та діти
На початку 1795 року Ізабела Грабовська за сприяння своєї матері Ельжбети була заручена зі своїм кузеном Валентом Фаустином Соболевським (1765—1831), сином королівського секретаря і варшавського каштеляна Мацея Соболевського і Єви Шидловської, сестри матері Ізабелли. Через близьку спорідненість король Станіслав Август Понятовський у лютому 1795 року доручив італійському священику Каетану Чігіотті отримати папське дозвіл на шлюб. 1 жовтня 1795 року шлюб було укладено у Варшаві. Після весілля пара проживала в палаці Браницьких у Варшаві, розташованому неподалік від Костелу Святого Хреста. У шлюбі народила трьох доньок:
- Тереза Лаура Юзефа (1796—1798),
- Ізабела Валентина Лаура Александра (нар. 1798), дружина з 1825 року графа Юзефа Квілецького,
- Квіріна Пауліна (1800—1812).

Згідно із записами щоденника Наталії Кіцької, родички Ізабели, вона в 1803—1804 роках надала притулок графу Прованському, майбутньому королю Франції Людовику XVIII. Після створення Варшавського герцогства Валент Фаустин Соболевський, чоловік Ізабели, став членом Правлячої Ради (тимчасового уряду герцогства). Ізабелла Соболевська часто організовувала бали на честь французького імператора, також вела тривалу переписку з Марією Валевською, польською фавориткою Наполеона. У 1810 році Ізабела разом з братами і сестрами займалася похоронами своєї померлої матері.
У травні 1829 року з нагоди коронації російського імператора Миколи I Павловича і його дружини Олександри Федорівни царем і царицею Царства Польського, подружжя Соболевських організували у палаці губернатора в передмісті Варшави прийом для представників аристократії та інтелігенції Царства Польського, на якому серед гостей були присутні драматург Юліан Нємцевич та історик Лелевель.
18 травня 1829 року Ізабела Соболевська брала участь у Королівському замку у Варшаві в прийомі на честь імператора, на якому була призначена дамою імператриці. 4 червня 1831 року після смерті свого чоловіка Ізабела Соболевська отримала на довічне володіння половини маєтку Млохув.

## Подальша доля
Після смерті свого чоловіка Ізабела Соболевська жила зі своєю сестрою Мар'яною Гутаковською (1766—1843) та її дочкою від першого шлюбу, Габріелою Забелло, в Гжибовському палаці у Варшаві. Вона віддалилася від суспільного життя, лише епізодично з'являвся на офіційних церемоніях. 26 травня 1856 року Ізабела завітала на прийом на честь нового російського імператора Олександра II Миколайовича, з яким вона танцювала полонез у першій парі.
Ізабела Ельжбета Грабовська-Соболевська померла 21 травня 1858 року в Гжибовському палаці. Похована 26 травня 1858 року в підвалі Костелу Святого Хреста, де був похований її чоловік Валент Соболевський та брат Станіслав Грабовський. Гжибовский палац був переданий Конгрегації місій. У 1861 року на місці колишнього Гжибовського палацу був побудований Костел Всіх Святих.
Існують два портрети Ізабели Соболівської пензля Юзефа Грассі. Перший знаходиться в Національному музеї у Познані, а другий, де Ізабелла зображена в образі сивіли, в Національному музеї у Варшаві.